# 파바오 페르반
파바오 페르반(크로아티아어: Pavao Pervan, 1987년 11월 13일 ~ )은 오스트리아의 축구 선수로, 현재 독일 분데스리가의 VfL 볼프스부르크에서 골키퍼로 활약하고 있다.